# Jürgen Hass
Jürgen Ernst Hass (* 16. Dezember 1949 in Walsum, heute Duisburg) ist ein deutscher Auswanderer, Kaufmann und ehemaliger Politiker (FDP). Hass ist bekannt dafür, dass er die Vaterschaft für – nach eigenen Angaben – über 1000 Kinder anerkannt hat, ohne deren biologischer Vater zu sein.

## Leben
Hass besuchte die Volksschule, danach die Handelsschule in Walsum. Nach seiner Lehre als Industriekaufmann besuchte er das Abendgymnasium. Es folgte die Verwaltungs- und Wirtschaftsakademie (Internationales Steuerrecht). Aus seiner ersten Ehe in Rees hat Hass zwei Söhne.
Hass war seit 1975 für vier Legislaturperioden Stadtrat im Rat der Stadt Rees für die FDP, ferner auch für zwei Wahlperioden Kreistagsabgeordneter im Kreis Kleve. In dieser Zeit mussten die Kommunalwahlen 1979 aufgrund einer stattgegebenen Wahlanfechtung Hass’ wiederholt werden. Im Spiegel beschrieb Carsten Holm diese Episode 2006 so: „Hass klagte, und die Kommunalwahl von 1979 wurde wiederholt. Der Landtag reformierte das Kommunalwahlgesetz. Es war wohl die schönste Zeit im Leben des Jürgen Hass. Er hatte die Stadt in die Knie gezwungen und das Land. Er genoss die Schlagzeilen in den Zeitungen.“ Hass erreichte mit 47 Prozent der abgegebenen Stimmen ein Direktmandat.
1987 wurde Hass zu drei Jahren Freiheitsstrafe wegen Betruges verurteilt, weil er „Rechtsberatungen“ zumeist in den Bereichen Steuerrecht, Steuererklärungen, Rentenanträge, Kindergeldanträge usw. gegeben hatte. Nach zwei Jahren wurde er 1990 aus der Haft entlassen.
2002 traf Hass die 15 Jahre alte Karina E. in einer Kölner Eisdiele. Sie ging auf den Babystrich und hatte von einem ihrer Freier ein Kind bekommen. Da sie den Vater des Kindes nicht nennen konnte, warfen ihr die Ämter eine Verletzung der sogenannten Mitwirkungspflicht vor und verweigerten ihr den Unterhaltsvorschuss. Vor dem Jugendamt der Stadt Meerbusch erkannte er am 25. Juni 2002 die Vaterschaft an. Die Mutter erhielt daraufhin Unterhaltsvorschuss vom Staat, da Hass zu wenig Frührente bekam, um selbst zahlen zu müssen.
Hass blieb danach ein unbequemer Bürger und erhielt viele Bußgelder. 2004 kam ein Offenbarungseid, 2005 ein Haftbefehl wegen Betrugsverdachts. Hass wanderte nach Paraguay aus. Für seine in Asunción lebende Tochter beantragte Hass Kindergeld bei der Bundesagentur für Arbeit. Es kam zum Streit vor dem Finanzgericht Rheinland-Pfalz in Neustadt an der Weinstraße, da der Anspruch für sein im Ausland lebendes Kind abgelehnt wurde. Mit seiner bolivianischen Ehefrau hat er drei leibliche Kinder, die in Argentinien, Paraguay und Brasilien geboren sind.
Hass kündigte 2006 an, für eine Vielzahl anderer Kinder die Vaterschaft anerkennen zu wollen. Das betraf einige hundert oder tausend Kinder. Nach dem Kindschaftsrechtsreformgesetz von 1998 kann die Vaterschaft von Kindern anerkannt werden, ohne das Kind gezeugt zu haben – wenn die Mutter zustimmt und der biologische Vater nicht bekannt ist. Die im Ausland anerkannten Kinder haben Anspruch auf einen deutschen Pass und samt ihrer Mutter die Möglichkeit des Lebens und Arbeitens in Deutschland. 2006 wurde Hass für mehrere Tage verhaftet; Hintergrund waren anscheinend Anschuldigungen durch die deutsche Botschaft in Asunción. 2006 versuchte Hass eine Klärung, ob er den Bundespräsidenten zwingen könne, die Ehrenpatenschaft für jedes achte seiner von ihm anerkannten Kinder zu übernehmen; das Verwaltungsgericht Berlin wies die Klage ab.
2010 saß Hass im Nationalen Gefängnis in Tacumbú, einem Barrio von Asunción, Paraguay, für mehrere Monate in Untersuchungshaft.
Seit 2011 betreibt Hass ein kleines Alten- und Altenpflegeheim insbesondere für Demenzkranke oftmals deutscher Herkunft.
Aufgrund des Falls wurde vom Gesetzgeber 2008 das Instrument der behördlichen Vaterschaftsanfechtung eingeführt. Die gesetzlichen Vorschriften dazu erklärte das Bundesverfassungsgericht jedoch 2014 für verfassungswidrig. Begründet wird der Beschluss unter anderem damit, dass die Vorschriften zum Beispiel die Möglichkeit offen ließen, ob das betreffende Kind staatenlos würde.

## Werke
- Jürgen Hass, Peter Seck: Die 100 größten NS-Verbrecher im 2. Weltkrieg. Band 1, Verlag MBS, 2015, ISBN 978-9462547384.

## Weblink
- Persönliche Website von Jürgen Hass (keine Handelskammer oder Einrichtung des Mercosur)

| Personendaten    | Personendaten                                                  |
| ---------------- | -------------------------------------------------------------- |
| NAME             | Hass, Jürgen                                                   |
| ALTERNATIVNAMEN  | Hass, Jürgen Ernst (vollständiger Name)                        |
| KURZBESCHREIBUNG | deutscher Auswanderer, Kaufmann und ehemaliger Politiker (FDP) |
| GEBURTSDATUM     | 16. Dezember 1949                                              |
| GEBURTSORT       | Walsum                                                         |